# Accolade
Accolade Inc. – producent i wydawca gier komputerowych z siedzibą w San Jose, Kalifornia w Stanach Zjednoczonych, działający w latach 1984–1999. Jej aktywa stanowią część Atari.

## Historia
Firma została założona w 1984 roku przez Alana Millera i Boba Whiteheada, którzy odeszli z Activision ze względu na brak możliwości dalszego awansu. Współinwestorami były przedsiębiorstwa: Electronic Arts, Time Warner i Prudential. Nazwa firmy została w ten sposób dobrana, aby na liście alfabetycznej znaleźć się przed ówczesnym konkurentem – firmą Activision.
Accolade tworzyła i wydawała gry na platformy: Commodore 64, Atari 400, Apple II, Amigę, PC, NES, Game Boya, SNES, Segę Mega Drive/Segę Genesis i PlayStation. Była autorem sukcesu takich tytułów jak: seria Test Drive, seria Hardball!, czy Turrican.
W październiku 1991 roku przedsiębiorstwo zostało pozwane przez Segę, która chciała, by wszystkie firmy tworzące gry na Segę Genesis wykorzystywały ich własny system, podczas gdy firma Accolade stworzyła swój własny na podstawie odkodowanych danych z gry wyprodukowanej przez Segę i w ten sposób chciała tworzyć własne gry bez wykupu licencji. Proces ten wygrała Sega, jednak Accolade odwołało się i wygrało w drugiej instancji.
W 1999 roku Accolade zostało przejęte za 50 milionów dolarów amerykańskich przez Infogrames, które chciało w ten sposób umocnić swoją pozycję w Stanach Zjednoczonych i Kanadzie. Częścią transakcji była też obietnica dalszej inwestycji w firmę w wysokości 10 milionów dolarów. W roku tym Accolade osiągnęła obroty na poziomie 50 mln dolarów i zatrudnienie na poziomie 145 osób. Infogrames w 2009 roku zmieniło nazwę na Atari.

## Gry wyprodukowane i wydane
- 4th & Inches 1987
- 4th & Inches Team Construction Disk 1988
- Accolade Comics  1987
- Accolade In Action  1990
- Ace of Aces 1986
- Altered Destiny 1990
- Anatomic Man 1988
- Apollo 18: Mission to the Moon 1987
- Ballz 1994
- Bar Games 1989
- Barkley Shut Up and Jam! 1994
- Battle Isle 2 (PC) 1993
- Big Air (gra komputerowa) (PlayStation) 1998
- Bill and Ted's Excellent Adventure 1991
- Blue Angels: Formation Flight Simulation 1989
- Brett Hull Hockey 95 1994
- Bubble Ghost 1987
- Bubsy 3D: Furbitten Planet 1996
- Bubsy II 1994
- Bubsy in: Claws Encounters of the Furred Kind 1993
- Bubsy in: Fractured Furry Tales 1994
- Card Sharks 1987
- The Cardinal of the Kremlin 1990
- Combat Cars (Sega Mega Drive/Genesis) 1994
- Cyclemania (PC) 1994
- The Cycles: International Grand Prix Racing 1989
- The Dam Busters 1984
- Day of the Viper 1989
- Deadlock: Planetary Conquest (PC) 1996
- Deadlock II: Shrine Wars (PC) 1998
- Don't Go Alone 1989
- Double Dragon (Sega Mega Drive/Genesis) 1992
- Elvira: Mistress of the Dark 1990
- Elvira II: The Jaws of Cerberus 1991
- Eradicator (PC) 1996
- Fast Break 1988
- Fight Night 1985
- Fireteam Rogue nie wydano
- The Game of Harmony 1990
- The Games: Summer Challenge 1991
- The Games: Winter Challenge 1992
- Grand Prix Circuit 1988
- Grand Prix Unlimited 1992
- Gunboat 1990
- Hardball! 1985
- Hardball II 1989
- Hardball III 1992
- HardBall 4 1994
- HardBall 5 1995
- HardBall 6 1998
- HardBall 6 - 2000 Edition 1999
- Heat Wave 1989
- Hoverforce 1990
- Ishido: The Way of Stones 1990
- Jack Nicklaus 4 1997
- Jack Nicklaus 5 1998
- Jack Nicklaus Golf & Course Design: Signature Edition 1992
- Jack Nicklaus' Greatest 18 Holes of Major Championship Golf 1988
- Jack Nicklaus' Unlimited Golf & Course Design 1990
- Killed Until Dead 1986
- Law of the West 1985
- Les Manley in: Lost in L.A. 1992
- Les Manley in: Search for the King 1990
- Mean 18 1986
- Mike Ditka Power Football 1991
- Mini-Putt 1987
- Pelé II: World Tournament Soccer 1994
- Pinball Wizard 1987
- PO'ed 1995
- Power at Sea 1987
- Powerboat 1990
- Pro Sport Challenge 1991
- Project: Space Station 1985
- Psi-5 Trading Company 1986
- Rack 'Em 1988
- Redline 1999
- Road & Car 1991
- Serve & Volley 1988
- Slave Zero (PC, Dreamcast) 1999
- Snoopy's Game Club 1992
- Speed Racer
- Speed Racer in The Challenge of Racer X
- Star Control 1990
- Star Control II 1992
- Star Control 1 & 2 CD Compendium
- Star Control 3 1996
- Star Control Collection
- Steel Thunder 1988
- Stratego 1991
- Strike Aces 1990
- SunDog: Frozen Legacy
- Super Bubsy
- Test Drive 1987
- Test Drive II: The Duel 1989
- Test Drive II Car Disk: Musclecars 1989
- Test Drive II Car Disk: The Supercars 1989
- Test Drive II Scenery Disk: California Challenge 1990
- Test Drive II Scenery Disk: European Challenge 1990
- Test Drive II: The Collection 1991
- Test Drive III: The Passion 1990
- Test Drive 4 (PlayStation, PC)
- Test Drive 5 (PlayStation, PC)
- Test Drive 6 (PlayStation, PC)
- Test Drive Off-Road
- Test Drive Off-Road 2
- Test Drive Off-Road 3
- The Third Courier 1990
- TKO 1988
- The Train: Escape to Normandy 1987
- Turrican (Mega Drive/Genesis, TG-16, Game Boy) 1991
- Universal Soldier (Mega Drive/Genesis, Game Boy) 1992
- Unnecessary Roughness
- Unnecessary Roughness '95 (PC, Mega Drive/Genesis)
- Unnecessary Roughness '96 (PC)
- Waxworks (Amiga, DOS) 1993
- Warp Speed (Mega Drive/Genesis)
- Winter Challenge
- Zero Tolerance (Mega Drive/Genesis)
- Zyconix 1992